# Szkoła w Chartres

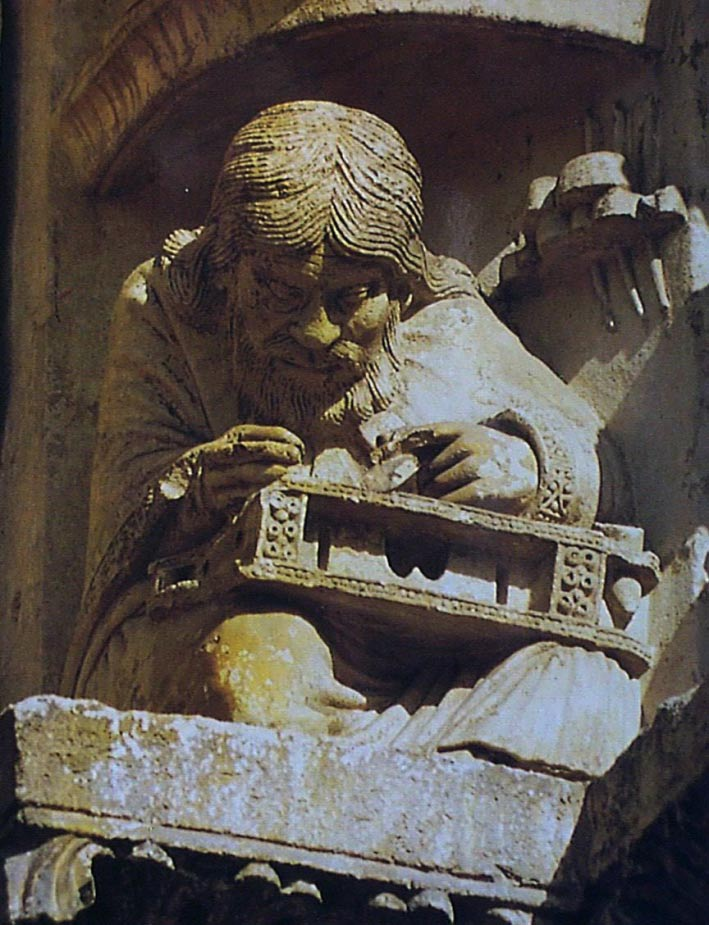
Filozof na jednej z archiwolt nad prawymi drzwiami zachodniego portalu katedry w Chartres

Szkoła z Chartres – szkoła katedralna, z którą związanych było wielu wybitnych filozofów średniowiecza.  Jej rozkwit przypadł na XI i XII wiek.
Rozwój szkoły w Chartres związany jest z ruchem tłumaczenia klasycznych i arabskich tekstów na łacinę. Była ona jednym z czołowych ośrodków intelektualnych, które zapoczątkowały tzw. renesans XII wieku. Z czasem szkoła straciła na znaczeniu na rzecz uniwersytetów, w szczególności Uniwersytetu Paryskiego, z którym początkowo rywalizowała.

## Historia
Już od VI wieku istniała przy katedrze w Chartres szkoła. Około roku 1020 biskup Fulbert, uczeń Gerberta z Aurillac, dokonał jej odnowienia i nadał jej specyficzny charakter. Nauka w szkole została oparta na sztukach wyzwolonych, lekturze tekstów klasycznych, a także na studiach przyrodniczych i medycznych. Do szkoły zaczęli ściągać liczni uczniowie (m.in. Berengar z Tours).
Największy jej rozkwit nastąpił w czasie, kiedy kierował nią Bernard z Chartres (1114–1119). W okresie jej rozkwitu ze szkołą związanych było wielu wybitnych uczonych. Należeli do nich Gilbert z la Porée, Teodoryk z Chartres, Wilhelm z Conches, Bernard z Chartres, Bernard Silvestris i Alan z Lille. Nauki pobierali tam m.in.: Piotr Abelard, Amalryk z Bène, Clarembald z Arras i Jan z Salisbury.

## Charakterystyka szkoły
Do charakterystycznych cech szkoły należą:
- nacisk na sztuki wyzwolone, które były traktowane jako niezależne od teologii;
- w sztukach wyzwolonych nacisk na gramatykę, czyli studiowanie łaciny;
- uznanie dla tekstów pogańskich, w szczególności starożytnych (ale również arabskich). Starano się nie tylko pogodzić treści przekazane przez starożytnych filozofów z treściami biblijnymi, lecz również uważano, że teksty pogańskie w alegoryczny sposób wyrażają prawdy Objawienia. Np. Teodoryk z Chartres utożsamił w Tractatus de sex dierumoperibus Ducha Świętego z Platońską anima mundi. Szkoła z Chartres była też najsilniejszym w swoich czasach ośrodkiem platonizmu. Ona pierwsza przyswoiła jedyny znany w średniowieczu dialog Platona – Timajosa;
- silne zainteresowanie filozofią przyrody (w oparciu o Platona i Arystotelesa) i medycyną (w oparciu o teksty Galena i Hipokratesa).